# Álftafjörður (Austurland)
Álftafjörður è un fiordo situato nel settore orientale dell'Islanda.

## Descrizione
L' Álftafjörður è un fiordo poco profondo situato nella regione dell'Austurland, nei fiordi orientali. È posizionato a sud del Hamarsfjörður.
Ha una larghezza di 5 km e penetra per 8 km nell'entroterra.
Il fiordo è poco profondo e nella parte terminale con la bassa marea il fondo sabbioso rimane scoperto. All'imboccatura del fiordo c'è un lungo e stretto cordone di sabbia chiamato Starmýrartangi o Starmýrarfjörður, che ostacola l'uscita e rende difficoltoso l'accesso via mare. L'uscita dal fiordo avviene attraverso l'adiacente fiordo di Hamarsfjörður dopo aver doppiato la penisola Melrakkaness.
Álftafjörður è il fiordo più meridionale della contea di Suður-Múlasýsla.

## Aspetti geografici
Il fiordo è chiuso su tre lati da piccoli rilievi montuose: a sud Krossanesfjall, a ovest  Breiðafjall, a nord Flötufjöll e Einidals.
Nel fiordo vanno a sfociare i fiumi Geithellaá, che si origina dal ghiacciaio Traundarjökull, e Hofsá, che ha origine dal piccolo ghiacciaio Hovsjökull a est di Flötüfjöll.
Nell' Álftafjörður ci sono diverse piccole isole, le più grandi delle quali sono  Nesbjörg e Brimilsnes.

## Aspetti geologici
L' Álftafjörður è la caldera dell'antico vulcano omonimo, che era attivo qui circa 7 milioni di anni fa. Dopo la cessazione dell'attività del vulcano, la caldera è crollata e si è riempita di acqua di mare. Le montagne che circondano il fiordo sono per lo più composte di ignimbrite e riolite, rocce che denotano l'origine vulcanica.

## Denominazione
La denominazione di Álftafjörður (fiordo del cigno) è abbastanza comune in Islanda ed è collegata alla presenza di colonie di cigni selvatici, attratte dall'abbondanza delle alghe del genere Zostera marina di cui si nutrono.
Esistono altri fiordi chiamati Álftafjörður, come l'Álftafjörður nella penisola di Snæfellsnes, e l'Álftafjörður, un fiordo laterale dell'ampio Ísafjarðardjúp nella regione dei Vestfirðir.

## Storia
Nella Saga di Nyala si dice che la nave vichinga Þangbrand, fu inviata in Islanda dal re Olaf I di Norvegia per predicare il cristianesimo. Il luogo dove il missionario Þangbrandur battezzò Síðu-Hall è stato chiamato Þvottá e vi è stato eretto un monumento alla conversione al cristianesimo.
Circa 2 km a nord si trova Þangbrandsbryggja, dove si dice che Þangbrandur abbia ormeggiato la sua nave.
L'insediamento di Geithellar (chiamato anche Geithellnar) è noto dalle saghe islandesi perché Ingólfur Arnarson, considerato il primo colono in Islanda, e Hjörleifur Hróðmarsson, suo fratellastro, svernarono qui quando arrivarono per la prima volta in Islanda.